# Cesare Lombroso

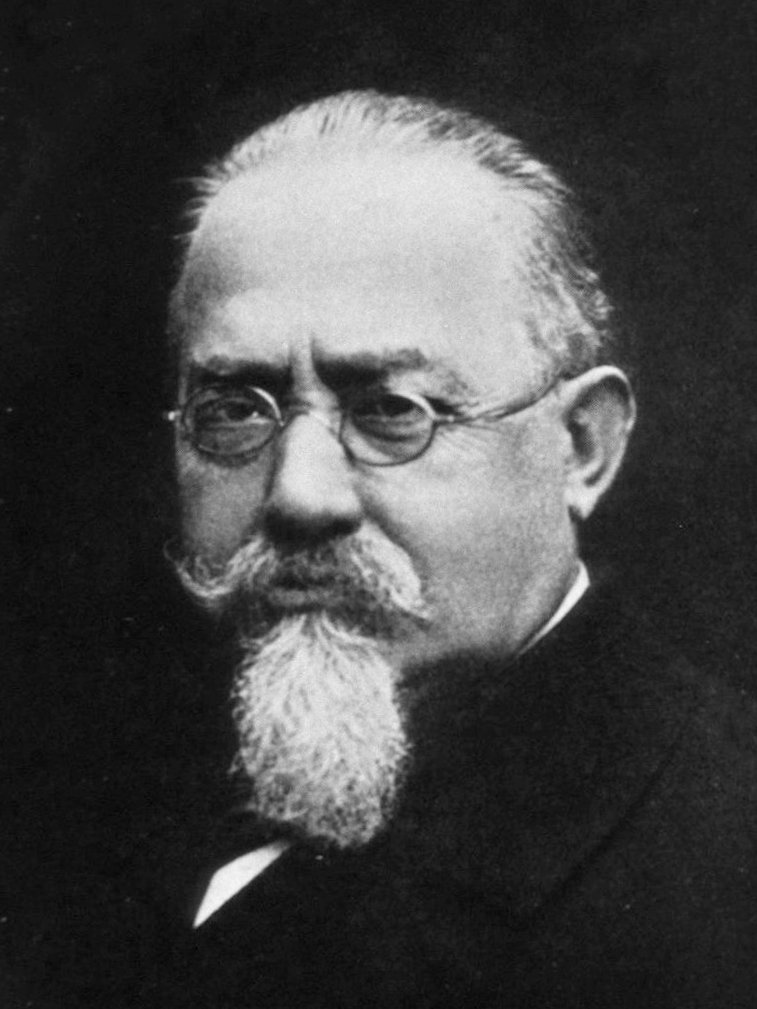
Cesare Lombroso

Cesare Lombroso [ˈtʃeːzare lomˈbroːzo] (* 6. November 1835 in Verona, Königreich Lombardo-Venetien, Kaisertum Österreich; † 19. Oktober 1909 in Turin) war ein italienischer Arzt, Professor der gerichtlichen Medizin und Psychiatrie.
Lombroso gilt als Begründer der kriminalanthropologisch ausgerichteten sogenannten Positiven Schule der Kriminologie (Scuola positiva di diritto penale), der neben ihm auch die italienischen Juristen Enrico Ferri und Raffaele Garofalo zugerechnet werden. Die Positive Schule verstand sich selbst als Reaktion auf die Klassische Schule der Kriminologie (Cesare Beccaria, auch Jeremy Bentham) und sorgte dafür, dass im 19. Jahrhundert zunehmend naturwissenschaftlich ausgebildete Fachleute, vor allem Mediziner, aber auch Biologen und Anthropologen sich der Thematik der Kriminalität annäherten. Dabei flossen in Lombrosos spekulative Annahmen Elemente der Physiognomik, des Sozialdarwinismus und der von Franz Joseph Gall begründeten Phrenologie ein. Lombrosos Typisierung von Verbrechern anhand äußerer Körpermerkmale diente den Nationalsozialisten als Vorlage für ihre rassenbiologischen Theorien.

## Leben

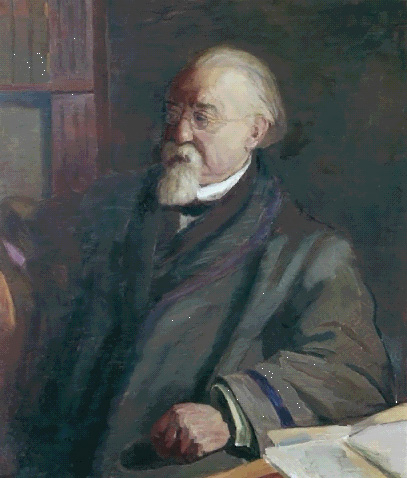
Cesare Lombroso, zeitgenössisches Ölbild

Lombroso wurde 1835 in Verona unter dem Namen Ezechia Marco Lombroso in einer jüdischen Familie geboren, seine Ehefrau Nina De Benedetti kam aus einer jüdischen Familie in Alessandria. Sie hatten fünf Kinder, darunter die Schriftstellerin Paola Lombroso Carrara und die Schriftstellerin Gina Lombroso, die seinen Assistenten Guglielmo Ferrero heiratete und nach seinem Tod sein wissenschaftliches Erbe betreute.
In seinen Jugendjahren wurde Lombroso von seinem fast zwanzig Jahre älteren Cousin David Levi beeinflusst. Der der Aufklärung zugeneigte Dichter und Anhänger des Risorgimento jüdischer Abkunft sorgte dafür, dass sich Lombroso von der religiösen Orthodoxie seines Vaters abwandte. Sein Interesse für Anthropologie und historische Linguistik weckte der Arzt Paolo Marzolo, der 1850 Lombroso dazu veranlasste, den Besuch der öffentlichen Schule abzubrechen und stattdessen Privatunterricht zu nehmen. Drei Jahre später schrieb sich Lombroso an der medizinischen und chirurgischen Fakultät der Universität Pavia ein.
Lombroso, der zu Studienzwecken auch die Universitäten Padua und Wien besuchte, war ein ausgezeichneter und wissbegieriger Student, der sich ebenso für Geisteswissenschaften, Geschichte und Naturwissenschaften interessierte. 1858 schloss er sein Studium in Pavia mit einer Arbeit über den Kretinismus in der Lombardei ab.
Im Zweiten Italienischen Unabhängigkeitskrieg 1859 war er Armeearzt. Zwischen 1863 und 1872 war er Verantwortlicher für die Irrenanstalten in Pavia, Pesaro und Reggio Emilia. 1874/75 wurde er außerordentlicher Professor für Gerichtsmedizin, Hygiene und Toxikologie in Pavia. Ab 1876 war er Professor für Gerichtsmedizin und Hygiene in Turin. Wie Auguste Comte, in dessen Tradition er steht, überbetonte er biologische Ursachen für Geisteskrankheiten. Die theoretischen Ergebnisse seiner Studien besagten zudem, dass diejenigen Bevölkerungsteile, die sich kriminell betätigen, eine höhere Prozentzahl von physischen, nervösen und mentalen Anomalien zeigen, als die nicht-kriminellen. Diese Anomalien seien teilweise durch Degeneration, teilweise durch Atavismus zu erklären.
In L’uomo bianco e l’uomo di colore (1871, dt.: Der weiße und der farbige Mann) versucht der junge Lombroso eine Lanze für die Rezeption der Theorien Darwins in Italien zu brechen.
1872 erscheint Genio e follia (deutsch als Genie und Irrsinn 1887 bei Reclam), ein psychiatrisch-anthropologisches Werk, mit dem Lombroso auch einem größeren Publikum bekannt wurde. In der zeitgenössischen Diskussion um das Genie vertritt er die Position, dass es sich hierbei um einen permanenten psychischen Ausnahmezustand handle, der in seinen verschiedenen Ausformungen Analogien zur „Verrücktheit“ im Sinne der Ekstase zeige und letztlich biologisch nicht grundsätzlich verschieden von der kriminellen Disposition sei. In Genio e follia beschreibt Lombroso Schriftsteller wie Tasso, Rousseau, Hölderlin oder Kleist als „Genies mit Geistesstörung“ und vergleicht sie mit klinischen Fällen von Wahnsinn. Gemeinsam sei beiden Gruppen eine angeborene Abweichung von der zivilisierten, vernunftgeleiteten Norm: Sowohl Genies als auch Wahnsinnige fielen regelmäßig in einen chaotischen, regellosen Naturzustand zurück.
Mit seinem 1876 erstmals veröffentlichten Werk L’Uomo delinquente (dt. Der Verbrecher in anthropologischer, ärztlicher und juristischer Beziehung, 1887) begründete er eine neue Theorie in der Kriminologie, den Übergang vom Tat- zum Täterstrafrecht. Seine Lehre vom delinquente nato – dem geborenen Verbrecher – war von Anfang an umstritten. Der Kriminelle wird hier als besonderer Typus der Menschheit beschrieben, der in der Mitte zwischen Geisteskranken und Primitiven stehe. In deutschsprachigen Ländern wurden seine kriminalbiologischen Theorien unter der Bezeichnung Tätertypenlehre verbreitet.
Die direkte Verwandtschaft zu den aggressiveren, nicht kulturell domestizierten Vorfahren des heutigen Menschen trete bei manchen Personen in ihren körperlichen Merkmalen offen zutage, so Lombrosos These. Eine bestimmte Schädelform oder zusammengewachsene Augenbrauen sind damit der Verweis auf eine atavistische – damit niedrigere und gewalttätigere – Entwicklungsstufe. Damit deuten äußere Merkmale auf die tief verwurzelten Anlagen zum Verbrecher hin, die auch durch die Aneignung sozialer Verhaltensweisen nicht überdeckt werden können. Zum „Beweis“ seiner Theorie führte Lombroso in seinem Institut Messungen an zahlreichen Schädeln (u. a. von Hingerichteten) durch. Praktische Anwendung seiner Theorie vom „geborenen Verbrecher“ versprach er sich durch die „Früherkennung“ verbrecherischer Neigungen bei Kindern und Jugendlichen, die entsprechende „kriminelle“ Schädelformen aufwiesen.
Nicht mehr die verbrecherische Tat, sondern der Kriminelle als anthropologisch determinierter Typus wird damit zum Gegenstand einer neuen wissenschaftlichen Disziplin, der forensischen Phrenologie. Die praktischen Reformen, die Lombroso anregte, wollten den Delinquenten, der seiner Theorie zufolge kriminell geboren wurde, eine andere Art der Bestrafung erhalten lassen als denjenigen, der durch die Umstände zu seinen Taten getrieben wurde.
1880 gründet Lombroso das Archivio di psichiatria, antropologia criminale e scienze penali.
1892 wird in Turin das „Museo di psichiatria e antropologia criminale“ gegründet, in dem Lombroso eine Vielzahl von Gegenständen versammelte: Schriften und künstlerische Erzeugnisse von Geisteskranken und Kriminellen, Fotografien und Schädel von anormalen Persönlichkeiten.

## Kritik und Rezeption
Lombroso vereinigte in seiner Person heterogene Persönlichkeitszüge. So erklärte er sich offen als Sozialist, Positivist, Philosemit, Rassist und Eugeniker. Zu Beginn seiner Karriere war er überzeugter Materialist, bereute aber später nach seiner Beschäftigung mit dem damals bekannten Medium Eusapia Palladino (1854–1918) seinen Widerstand gegen den Spiritismus. Ob seine polarisierenden Theorien als verdienstvoll zu werten sind, ist in der gegenwärtigen Forschung allerdings umstritten, einflussreich waren sie in jedem Fall. Mit seiner Fixierung auf anatomische Körpermerkmale steht Lombroso in einer fragwürdigen kriminologischen Tradition, die Verdächtigungen und Vorverurteilungen aufgrund von biologischen Merkmalen begünstigte. Deshalb neigen heutige Wissenschaftler, die eine biologisch-genetische Prädeterminierung des Menschen zum „Bösen“ oder zum Verbrechen ablehnen, in der Regel zu einer negativen Einschätzung Lombrosos.
Mit seiner Theorie vom geborenen Verbrecher wollte Lombroso die aufklärerische Doktrin des freien Willens reformieren. In strafrechtlichen Angelegenheiten sollte die Zuständigkeit zwischen Juristen und Medizinern zugunsten der Mediziner verschoben werden. Lombroso ging es dabei keineswegs um eine „mildere“ Beurteilung oder geringere Bestrafung des geborenen Verbrechers, sondern um die Deutungshoheit des Psychiaters im strafrechtlichen Prozess.
Unter Berufung auf Lombrosos kriminalbiologische Thesen führten die Nationalsozialisten während des Dritten Reichs in Deutschland im Rahmen ihrer medizinisch-eugenischen Programme umfangreiche Zwangssterilisationen bei Kriminellen und „Geisteskranken“ durch.
In Italien forderten im Jahr 2010 die Nachkommen von Personen, deren Schädel in Lombrosos umfangreicher Schädel-Sammlung in Turin ausgestellt sind, deren Rückgabe und würdige Bestattung.
Der sowjetische Pädagoge Anton S. Makarenko kritisierte Lombrosos Theorie und vertrat dagegen die Auffassung, durch „große praktische Arbeit an der Erziehung des Charakters“ und mit „Anspannung, Geduld und Beharrlichkeit“ könne „aus beliebigem Rohmaterial ein interessanter und gesunder Charakter geschmiedet werden“.

## Schriften (Auswahl)
- L’uomo bianco e l’uomo di colore. Letture sull’origine e la varietà delle razze umane. F. Sacchetto, Padua 1871 (Digitalisat).
- L’uomo delinquente. In rapporto all’antropologia, alla giurisprudenza ed alle discipline carcerarie, Turin, Bocca, 1876 (Biblioteca antropologico-giuridica). (dt.: Der Verbrecher in anthropologischer, ärztlicher und juristischer Beziehung. In deutscher Bearbeitung von M. O. Fraenkel. 3 Bände. Hamburg, Verlagsanstalt und Druckerei AG [vorm. J. F. Richter] 1890 bis 1896)
- mit Rudolfo Laschi: Der politische Verbrecher und die Revolutionen in anthropologischer, juristischer und staatswissenschaftlicher Beziehung. Unter Mitwirkung der Verfasser deutsch hrsg. von Hans Kurella. Band 2, Hamburg 1892.
- L’uomo di Genio. (dt.: Der geniale Mensch. Übersetzt von M. O. Fraenkel. Hamburg 1890).
- Genio e follia, in rapporto alla medicina legale, alla critica ed alla storia. 1887.
  - Genie und Irrsinn in ihren Beziehungen zum Gesetz, zur Kritik und zur Geschichte. [mit Einwilligung des Verfassers nach der 4. Auflage des italienischen Originaltextes übersetzt von A. Courth, Leipzig 1887 (Digitalisat)]. Reclam, Leipzig 1920.
- mit Rudolfo Laschi: Der politische Verbrecher und die Revolutionen in anthropologischer, juristischer und staatswissenschaftlicher Beziehung. Unter Mitwirkung der Verfasser deutsch hrsg. von Hans Kurella. Band 2, Hamburg 1892.
- La donna delinquente … (dt.: Das Weib als Verbrecherin und Prostituierte. Anthropologische Studien, gegründet auf e. Darstellung d. Biologie u. Psychol. d. normalen Weibes mit G. Ferrero. Hamburg: Verlagsanst. u. Dr. A.-G. 1894) (Digitalisat)
- Neue Fortschritte in den Verbrecherstudien. Griesbach, Gera 1899 (Digitalisat)
- Genio e degenerazione.
  - Studien über Genie und Entartung. Aus dem Italienischen übersetzt von Ernst Jentsch. Leipzig 1910.